# Bonningues-lès-Calais
Bonningues-lès-Calais is een gemeente in het Franse departement Pas-de-Calais (regio Hauts-de-France) en telt 570 inwoners (1999). De plaats maakt deel uit van het arrondissement Calais.

## Geografie
De oppervlakte van Bonningues-lès-Calais bedraagt 8,6 km², de bevolkingsdichtheid is 66,3 inwoners per km².
De onderstaande kaart toont de ligging van Bonningues-lès-Calais met de belangrijkste infrastructuur en aangrenzende gemeenten.

## Demografie
Onderstaande figuur toont het verloop van het inwonertal (bron: INSEE-tellingen).